# 州吁
州吁（しゅうく、生年不明 - 紀元前719年）は、衛の第14代君主。荘公の子で桓公の弟。兄から公位を簒奪した。

## 生涯
荘公とその妾の間に生まれる。
荘公18年（前740年）、州吁が成人して兵戦を好んだので、荘公は彼を将軍に任命した。このとき上卿の石碏（せきしゃく）が諫言したが、荘公は聞き入れなかった。
桓公2年（前733年）、州吁は兄の桓公から排斥され、衛を出奔した。
桓公13年（前722年）、隣国の鄭において鄭伯（荘公）の弟である共叔段が内紛を起こし、鄭から逃亡した。そこで州吁は彼と手を組み、ともに桓公を撃つことを画策した。
桓公16年（前719年）春、州吁は鄭の逃亡者たちとともに兄の桓公を襲撃して殺し、自ら衛の君主となった。また、州吁は共叔段のために鄭を攻撃しようと、同盟国である宋・陳・蔡の三国に協力を要請した。三国はこれに承諾し、四カ国連合軍は鄭を5日間攻撃して撤退した。秋、連合軍はふたたび鄭を攻撃した。このとき州吁は魯にも援軍の要請をし、魯の公子翬が援軍に駆け付けた。この戦いは連合軍の勝利に終わったが、州吁に対する人民の反感は増す一方であった。そこで陳に身を寄せていた旧臣の石碏が陳の桓公と共謀して州吁を殺そうと画策。9月、州吁と側近の石厚（石碏の息子）は陳にいたところを捕えられ、濮の地で処刑された。このとき衛からは右宰の丑が立ち合いに来た。12月、衛の人は桓公の弟である晋を邢（けい）から迎えて衛の君主とした。

## 参考資料
- 『春秋左氏伝』（隠公三年、四年）
- 司馬遷『史記』（衛康叔世家第七）